# Герб Набережных Челнов
Герб городского округа «Город На́бережные Челны́» Республики Татарстан Российской Федерации.
Герб утверждён Решением № 2 Набережночелнинского городского Совета народных депутатов 17 марта 2005 года.
Герб внесён в Государственный геральдический регистр Российской Федерации под регистрационном номером 1819 и в Государственный геральдический реестр Республики Татарстан под № 13.

## Описание герба
«В лазоревом (синем, голубом) поле на серебряной волнистой оконечности золотой чёлн под парусом и с семью видимыми вёслами, имеющий украшение на носу в виде девичьей головы, обращённой прямо по ходу чёлна, в платке и с развевающимися лентами; парус пересечён зелёным и червленью (красным); обе части тонко окаймлены золотом; в зелени три безанта того же металла в выгнутый пояс».

## Описание символики герба
Главная фигура герба — чёлн — указывает на название города, делая герб гласным. В геральдике такой приём создания герба считается классическим.
Чёлн — символ неустанного движения вперёд, преодоления преград, укрощения стихии и средства достижения цели. Носовое украшение в виде девичьей головы показывает образ женщины как символ домашнего очага.
Полный парус говорит о попутном ветре, об удаче и успешности во всех начинаниях. Парус челна по своим очертаниям напоминает стилизованное изображение тюльпана — традиционного символа духовности, подчёркивает и усиливает значение города, показывая Набережные Челны как неповторимую жемчужину Татарстана. Весла в воде показывают то, что жители города не довольствуются посланными силами природы (ветер в парусах), а своим трудом на вёслах стремятся ускорить движение вперёд.
Серебряные волны символизируют реку Каму и Нижнекамское водохранилище, на берегах которых расположен город. Цвет волн (серебро-белый) перекликается с одной из версий названия города на татарском языке «Яр Чаллы» — белый камень на берегу.
Золото символизирует прочность, величие, богатство, интеллект, стабильность, уважение.
Серебро — символ чистоты, совершенства, духовности, взаимопонимания.
Лазурь (синий, голубой) — символ истины, чести и добродетели
Зелёный цвет дополняет содержание герба, являясь символом природы, здоровья, весны, роста и обновления
Червлёный (красный) цвет в геральдике — символ труда, мужества, жизненной энергии, красоты, праздника.

## История герба
В советское и постсоветское время выпускались сувенирные значки с эмблемами Набережных Челнов. На одной из эмблем (№ 1) Набережных Челнов было изображено на зелёном поле в серебряном круге золотой вол; в оконечности на красном фоне тюльпан. Расцветка эмблемы повторяла цвета флага Татарстана.
Буйвол возможно символизирует семейство грузовиков КАМАЗ, производство которых налажено в Набережных Челнах.
На выпущенном в 1994 году значке с гербовой эмблемой (№ 2) Набережных Челнов: «В зелёном щите золотое зубчатое кольцо, обвитое внизу червлёной лентой. Внутри кольца в лазоревом поле чёрная с синими потоками воды плотина, на которой чёрный с тентом автомобиль, сопровождаемый вверху золотыми лучами и двумя колосьями вдоль обода кольца. В вольной части щита герб республики Татарстан».
Эмблемы официального статуса не имели.
Герб Набережных Челнов был утверждён 17 марта 2005 года. Герб разработан авторской группой Геральдического совета при Президенте Республики Татарстан совместно с Союзом геральдистов России при участии художников г. Набережные Челны в составе:
Факиль Гайфутдинов (Набережные Челны), Чулпан Юсупова (Набережные Челны), Рамиль Хайрутдинов (Казань), Радик Салихов (Казань), Константин Моченов (Химки), Кирилл Переходенко (Конаково), Оксана Афанасьева (Москва).